# Camicia nera scelta
Camicia nera scelta era un grado della Milizia Volontaria per la Sicurezza Nazionale, corrispondente al caporale del Regio Esercito e dell'aviere scelto della Regia Aeronautica. Il grado era superiore a camicia nera e inferiore a Vicecaposquadra.

Distintivo di grado per camicia nera scelta

Nel 1944, a seguito della proclamazione della Repubblica Sociale Italiana, il Partito Fascista Repubblicano (P.F.R.) si trasformò in organismo di tipo militare costituendo il "Corpo Ausiliario delle Squadre d'Azione delle Camicie Nere" (D. Lgs. n. 446/1944-XXII della R.S.I.), organizzato su base provinciale nelle Brigate Nere, identificando formalmente i suoi iscritti con il termine "camicie nere".
Nel "Corpo Ausiliario delle Squadre d'Azione delle Camicie Nere" e nella Guardia Nazionale Repubblicana la denominazione del grado divenne milite scelto, corrispondente al caporale dell'Esercito Nazionale Repubblicano e all'aviere scelto dell'Aeronautica Nazionale Repubblicana, mentre il corrispondente del Servizio Ausiliario Femminile era quello di ausiliaria scelta.